# Lithops gracilidelineata subsp. brandbergensis
Lithops gracilidelineata subsp. brandbergensis ist eine Unterart der Pflanzenart Lithops gracilidelineata in der Gattung Lithops aus der Familie der Mittagsblumengewächse (Aizoaceae). Das Epitheton der Unterart verweist auf den Fundort, den 150 Kilometer nordwestlich von Usakos in Namibia gelegenen Brandenberg.

## Beschreibung
Lithops gracilidelineata subsp. brandbergensis wächst selten mit mehr als einem abgeflachten, für gewöhnlich etwas nach außen gewölbten Kopf, der in der Regel 36 (selten 48) Millimeter lang und 28 (selten 36) Millimeter breit ist. Die meistens ziemlich gleichen Kopfhälften sind von einem flachen, 4 bis 8 Millimeter tiefen Spalt getrennt und besitzen eine runde bis elliptische Endfläche die glatt, leicht runzlig und größtenteils undurchsichtig ist. Der die Endflächen umschließende Rand ist nicht klar abgegrenzt und unregelmäßig gekerbt. Fenster fehlen für gewöhnlich. Die schmalen Kanäle befinden sich meistens in einem aus flachen Tälern bestehenden regelmäßigen Geflecht und sind matt grünlich grau. In dem aus Kanälen und Tälern bestehenden Geflecht treten Inseln nur als ziemlich regelmäßige undurchsichtige Gebiete auf. In den Kanälen befinden sich dicke, blutrote oder bräunliche oder purpurrote Rubrikation, die ein ziemlich regelmäßiges Liniengeflecht bilden. 
Die gelben, in der Regel sechszähligen Blüten erreichen einen Durchmesser von 25 bis 30 (selten 35) Millimeter. Die breit elliptischen und im Profil bootförmigen bis rundlichen Fruchtkapseln sind oben nach außen gewölbt bis spitz.

## Systematik und Verbreitung
Lithops gracilidelineata subsp. brandbergensis ist in Namibia in der Gemeinde Omaruru auf dem Brandenberg in Höhenlagen von 2300 bis 2400 Metern verbreitet und wächst dort in verwittertem braunen Granitkies. Es ist das am höchsten gelegene Habitat einer Lithops-Art. Die Erstbeschreibung als Lithops pseudotruncatella var. brandbergensis wurde 1963 von Hendrik Wijbrand de Boer veröffentlicht und beruhte auf im Juni 1956 von Jalmar Rudner gesammelten Exemplaren. Desmond Thorne Cole stellte die Varietät 1988 als Unterart in die Art Lithops gracilidelineata.
Lithops gracilidelineata subsp. brandbergensis unterscheidet sich von Lithops gracilidelineata durch die deutlich andere Farbe der Laubblätter sowie die dicken Rubrikationen.

## Nachweise